# Sceloporus ochoterenae
Espèce
Statut de conservation UICN

 LC  : Préoccupation mineure
Sceloporus ochoterenae est une espèce de sauriens de la famille des Phrynosomatidae.

## Répartition
Cette espèce est endémique du Mexique. Elle se rencontre dans les États d'Oaxaca, de Morelos, du District fédéral et du Guerrero.

## Étymologie
Cette espèce est nommée en l'honneur d'Isaac Ochoterena Mendieta.

## Publication originale
- Smith, 1934 : Descriptions of new lizards of the genus Sceloporus from Mexico and Southern United States. Transactions of the Kansas Academy of Science, vol. 37, p. 263-285.